# Municipio de Current (condado de Texas)
El municipio de Current (en inglés: Current Township) es un municipio ubicado en el condado de Texas en el estado estadounidense de Misuri. En el año 2010 tenía una población de 294 habitantes y una densidad poblacional de 3,25 personas por km².

## Geografía
El municipio de Current se encuentra ubicado en las coordenadas 37°17′38″N 91°42′21″O / 37.29389, -91.70583. Según la Oficina del Censo de los Estados Unidos, el municipio tiene una superficie total de 90.59 km², de la cual 90,56 km² corresponden a tierra firme y (0,03 %) 0,02 km² es agua.

## Demografía
Según el censo de 2010, había 294 personas residiendo en el municipio de Current. La densidad de población era de 3,25 hab./km². De los 294 habitantes, el municipio de Current estaba compuesto por el 99,32 % blancos, el 0,34 % eran afroamericanos y el 0,34 % eran de una mezcla de razas. Del total de la población el 0 % eran hispanos o latinos de cualquier raza.